# Помпе, Иоанн Кассианус
Иоанн Кассианус Помпе (Joannes Cassianus Pompe) (1901—1945) — голландский патолог. Изучал медицину в университете Утрехта. В своей публикации «Over idiopathische hypertrophie van het hart» (1932) описал заболевание, которое сейчас называют классическая (инфантильная) форма болезни Помпе или гликогеноз II типа (болезнь накопления гликогена).
Во время Второй мировой войны был участником голландского Движения Сопротивления. В феврале 1945 года был арестован немецкой военной полицией, а в апреле 1945 года был казнён в составе группы из 20 человек в возмездие за совершённый голландским сопротивлением теракт.

## Научный вклад
27 декабря 1930 года Иоанн Помпе, проведя патологоанатомическое исследование тела 7-месячной девочки, умершей от пневмонии, наткнулся на симптомы неизвестного заболевания. Он обнаружил увеличенное в размерах сердце (теперь характерный признак классической инфантильной формы заболевания) и подготовил микропрепараты, демонстрирующие наличие в мышечной ткани крупных вакуолей, характерных для открытой им болезни.
В 1932 году описал заболевание, известное как гликогеноз II типа и названное его именем.